# Tasikmadu (Palang)
Tasikmadu is een bestuurslaag in het regentschap Tuban van de provincie Oost-Java, Indonesië. Tasikmadu telt 5577 inwoners (volkstelling 2010).